# Лисице (предмет)
Лисице су врста металне направе која се састоји од две међусобно повезане карике које се стављају на руке или ноге ухапшенима. Зупчаници унутар лисица не дозвољавају да се карике отворе након што се затворе. Могу се отворити кључем.
Лисице се могу користити и код БДСМ и сексуалних активности.